# Wilfredo Peláez
Wilfredo Andrés Peláez Esmite (San José de Mayo, 27 ottobre 1930 – Montevideo, 22 maggio 2019) è stato un cestista uruguaiano.

## Carriera
Con l'Uruguay disputò i Giochi olimpici di Helsinki 1952.